# Claude Goujat
Claude Goujat est un homme politique français né le 22 février 1845 à Moissy-Moulinot (Nièvre) et décédé le 18 décembre 1926 à Paris.

## Biographie
Avoué à Château-Chinon de 1870 à 1883, il est ensuite arbitre auprès du tribunal de la Seine et expert-liquidateur près la cour d'Appel de Paris. 
Maire de Cosne, conseiller général, député de la Nièvre de 1893 à 1910, il était inscrit au groupe radical-socialiste.

## Sources
- « Claude Goujat », dans le Dictionnaire des parlementaires français (1889-1940), sous la direction de Jean Jolly, PUF, 1960 [détail de l’édition]